# Robert Rabjasz

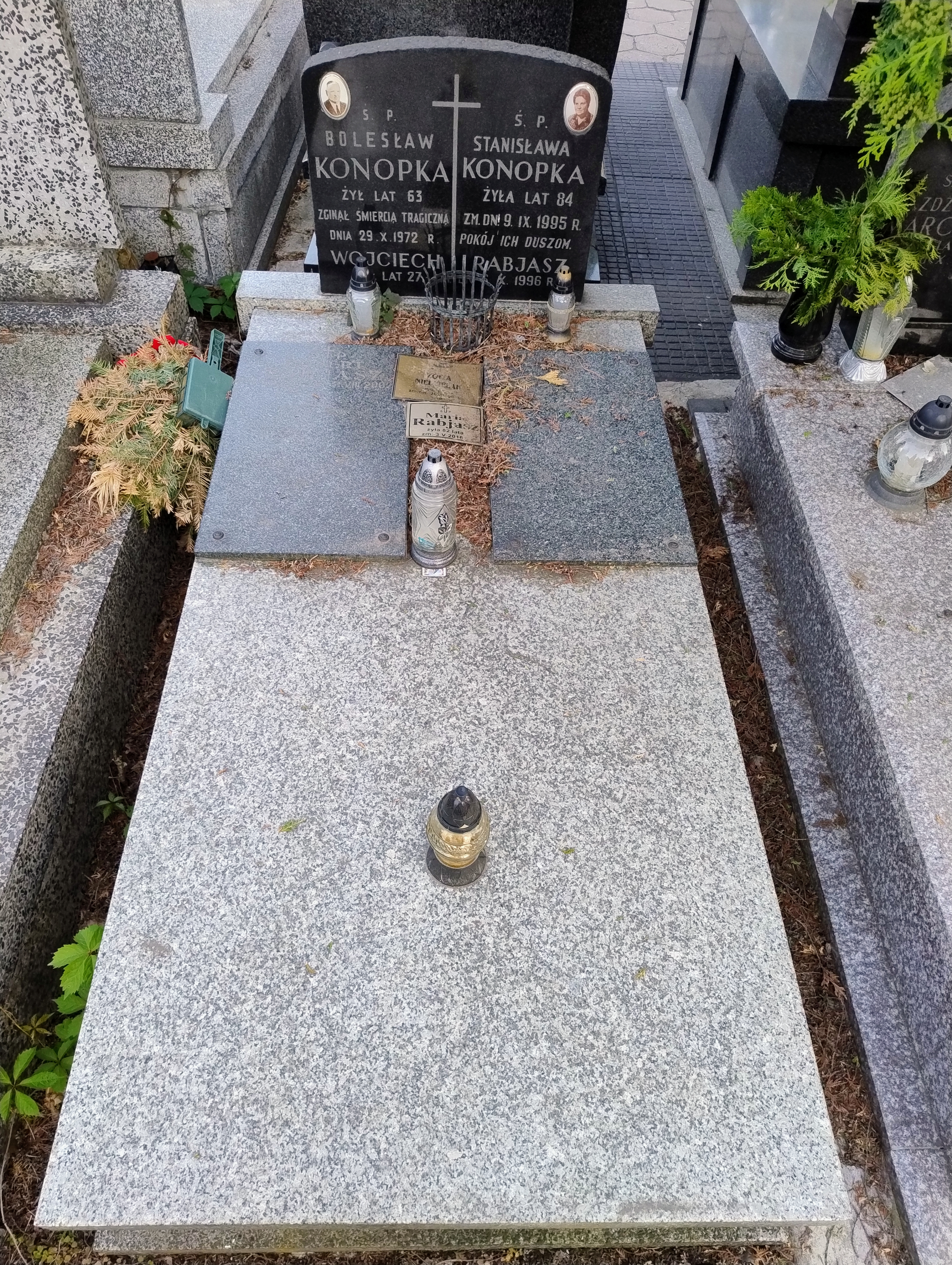
Grób Roberta Rabjasza

Robert Rabjasz (ur. 3 czerwca 1931 w Szydłowcu, zm. 31 sierpnia 2002 w Warszawie) – polski inżynier środowiska, prof. dr hab. inżynierii i ochrony środowiska, ogrzewnictwa i wentylacji.

## Życiorys
W 1945 ukończył szkołę powszechną w Radomiu i kontynuował naukę w tamtejszym gimnazjum im. Jana Kochanowskiego. Po trzech latach nauki uzyskał tzw. małą maturę i został uczniem Budowlanego Liceum Technicznego. Po uzyskaniu w 1950 dyplomu technika budowlanego rozpoczął pracę zawodową, po czterech latach wyjechał do Warszawy, gdzie studiował na Wydziale Inżynierii Sanitarnej Politechniki Warszawskiej. W 1960 został magistrem inżynierem urządzeń cieplnych i zdrowotnych, a następnie rozpoczął pracę w Katedrze Ogrzewnictwa i Wentylacji. Od 1962 przez dwa lata był równocześnie projektantem w Biurze Studiów i Projektów Handlu Wewnętrznego. W Katedrze Ogrzewnictwa i Wentylacji był początkowo asystentem, następnie starszym asystentem, adiunktem, docentem, a także uzyskał stopień doktora habilitowanego. W 1973 przedstawił rozprawę Charakterystyki cieplne grzejników konwekcyjnych i ich wpływ na temperaturę w pomieszczeniu w warunkach ustalonych, po obronie której został doktorem nauk technicznych. Dziewięć lat później po przedstawieniu pracy „Statyczne i dynamiczne właściwości grzejników konwekcyjnych” został doktorem habilitowanym. Od 1986 przez cztery lata był dyrektorem Instytutu Ogrzewnictwa i Wentylacji, a pomiędzy 1992 a 2001 kierował Zakładem Ogrzewnictwa.
Spoczywa na cmentarzu w Marysinie Wawerskim.